# Claus Bonderup

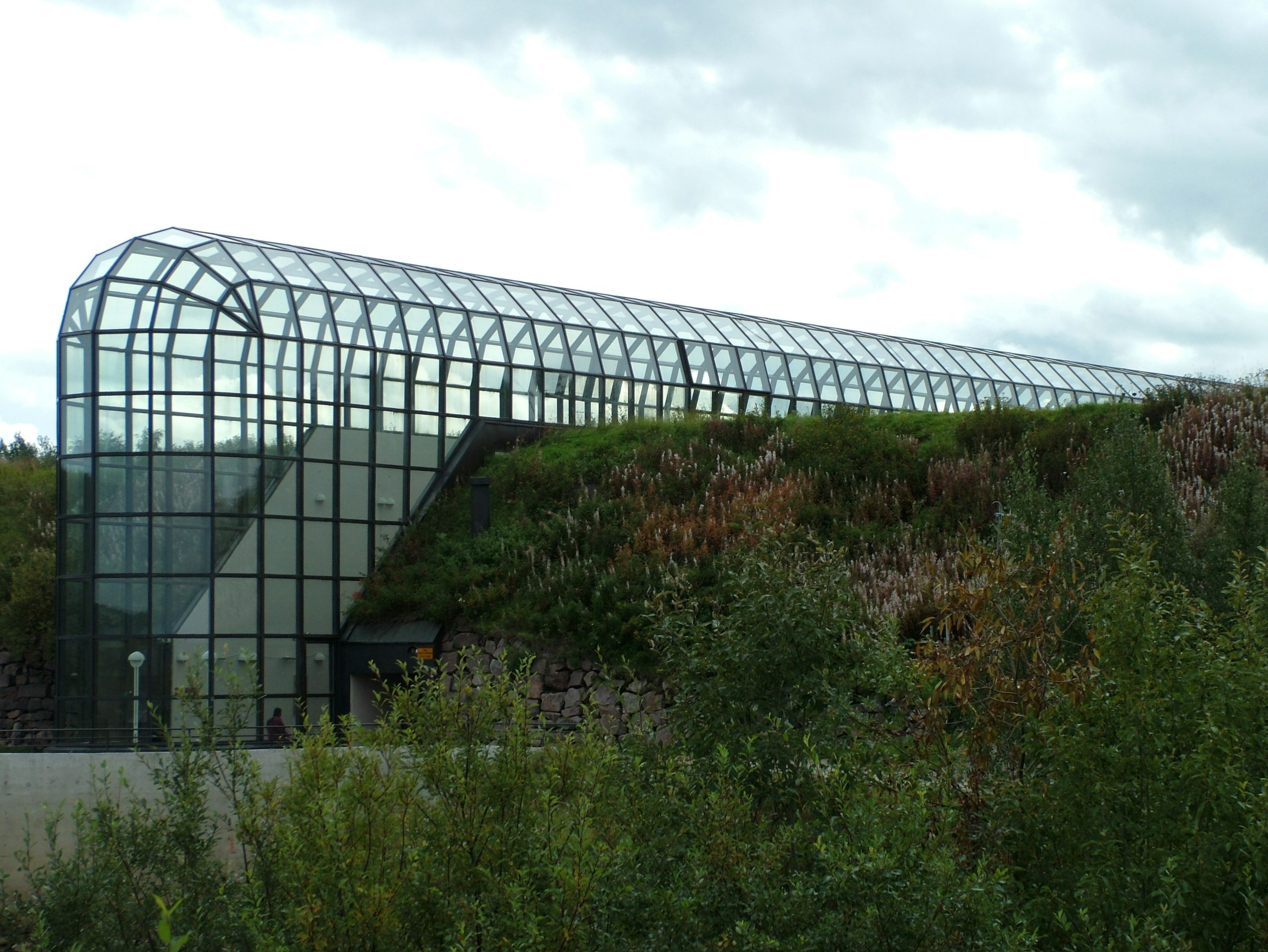
Arktikum i Rovaniemi.

Claus Nørregaard Bonderup, född den 14 november 1943 i Ålborg, död den 10 maj 2022, var en dansk arkitekt och designer. Han var gift med konstnären Anne Just till hennes död 2009.
Bonderup tog examen från Kunstakademiets Arkitektskole 1969 samtidigt med kollegan Torsten Thorup, med vilken han har arbetat under hela sin karriär. Bland hans verk märks museet Arktikum i Rovaniemi, stationsområdet i Høje-Tåstrup och hans eget hem i Blokhus. Han designade även föremål som den klassiska lampan Semi (med Torsten Thorup, 1968).